# Tropidacris collaris
Tropidacris collaris är en insektsart som först beskrevs av Stoll, C. 1813.  Tropidacris collaris ingår i släktet Tropidacris och familjen Romaleidae. Inga underarter finns listade i Catalogue of Life.

## Bildgalleri

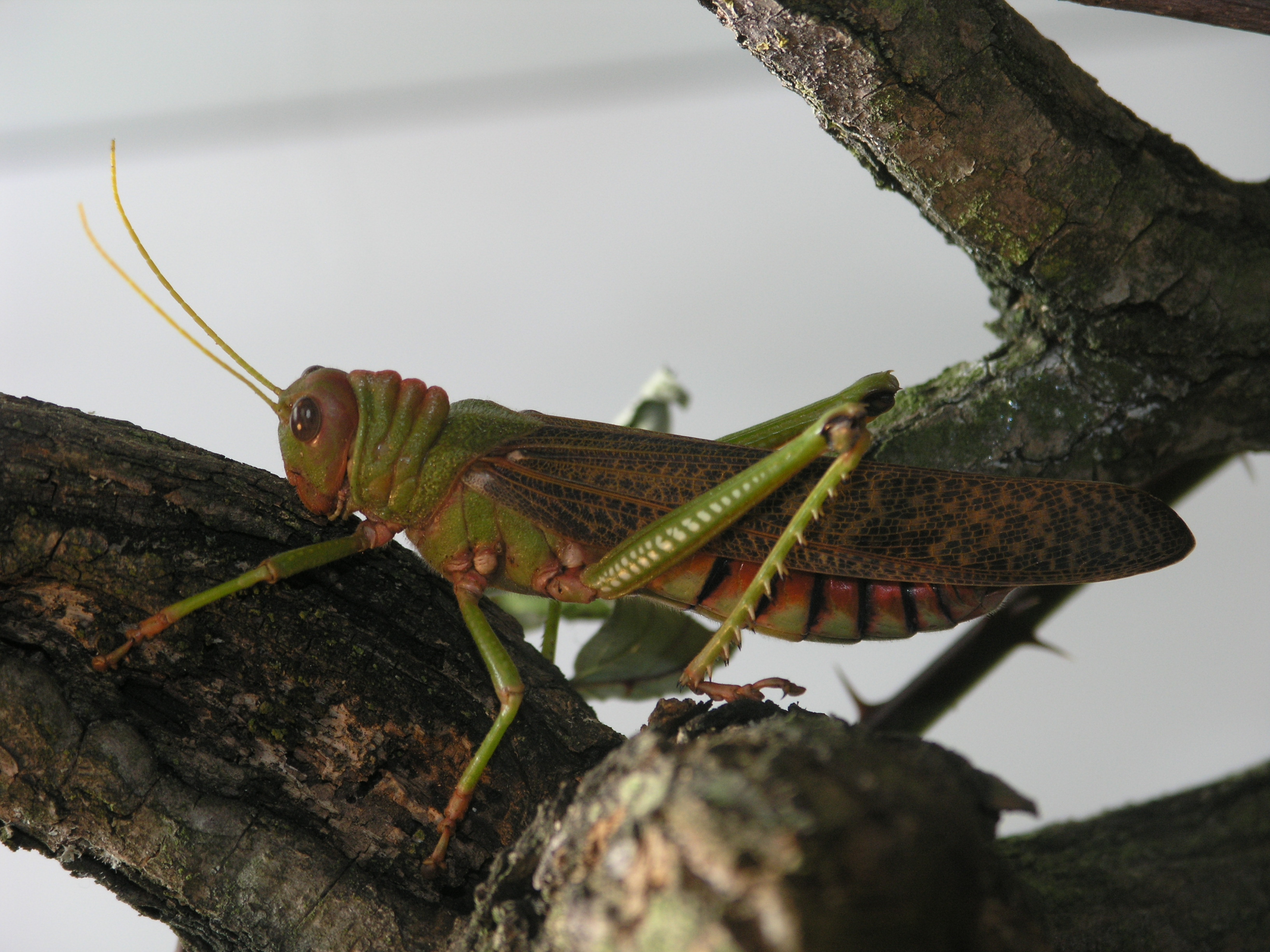
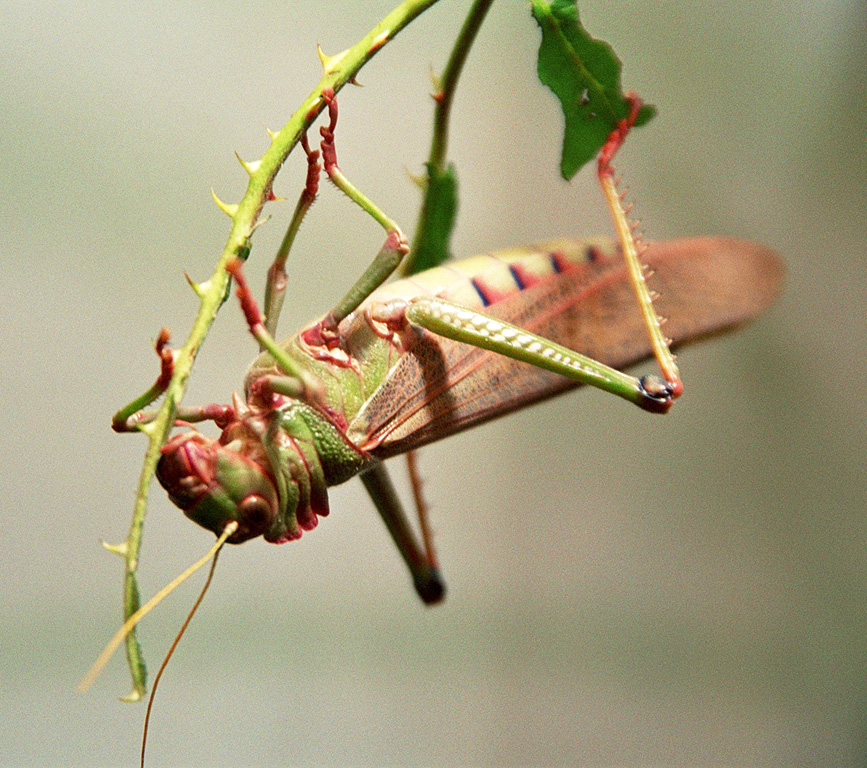
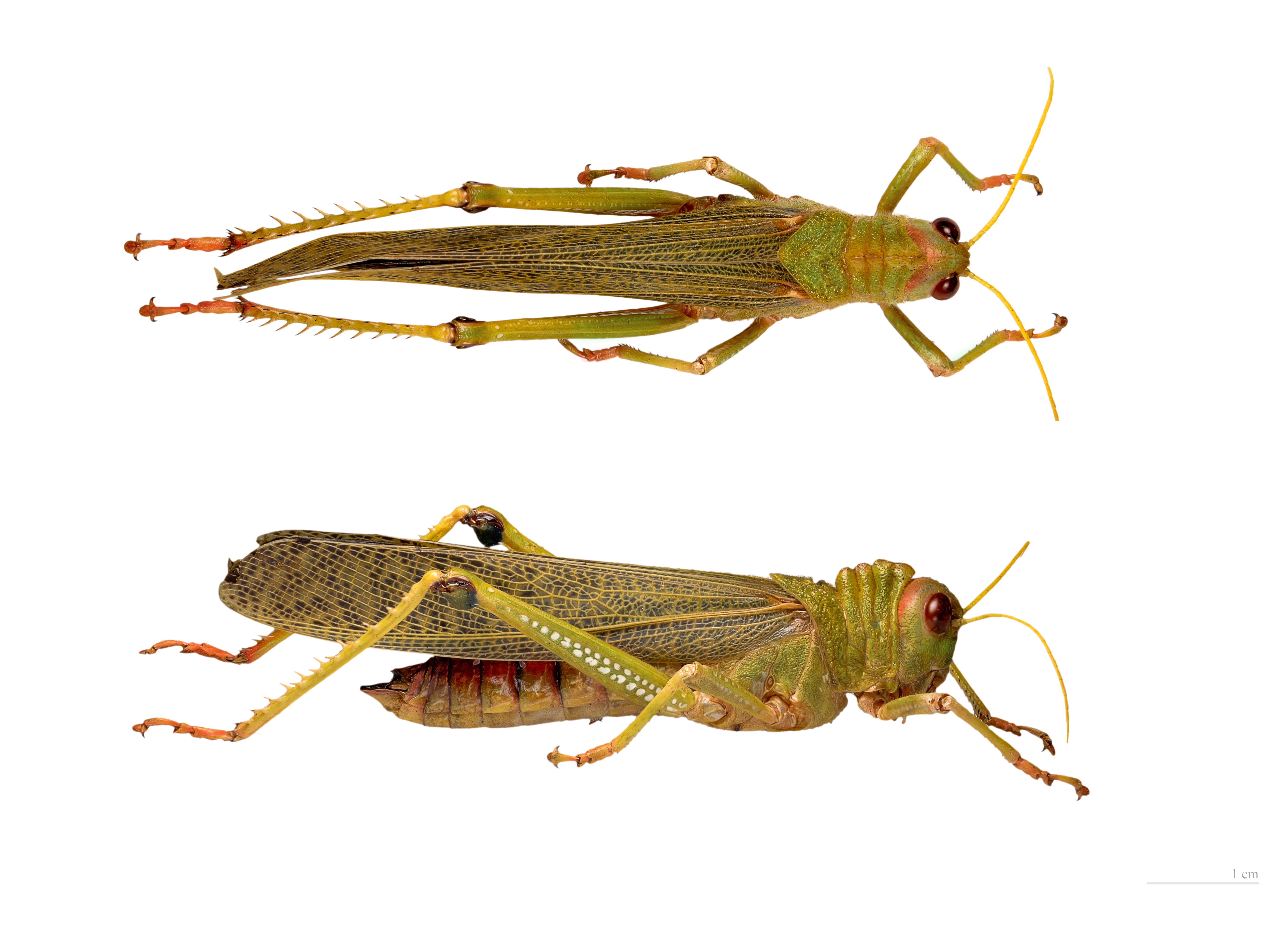